# Jakob Diehl
Jakob Diehl (* 25. September 1978 in Paris, Frankreich) ist ein deutscher Schauspieler, Musiker und Komponist. Er ist der Sohn des deutschen Film- und Theaterschauspielers Hans Diehl (1940–2024) und der Bruder des deutschen Theater- und Filmschauspielers August Diehl (* 1976).

## Leben und Karriere
Jakob Diehl wurde 1978 in Paris geboren und wuchs in der Auvergne in Frankreich auf. Eingeschult wurde er in Deutschland, wo er auch seine musikalische Ausbildung begann. 1994 zog er nach Berlin, widmete sich dann ganz der Musik und besuchte Meister- und Kammermusikkurse in Deutschland und Polen. An der Universität der Künste Berlin studierte er von 2001 bis 2007 Komposition bei Friedrich Goldmann.
Diehl arbeitet vor allem als Musiker und Komponist, letzteres bereits neben seinem Studium und vor allem im angewandten Bereich für Hörspiel, Theater und Film. Durch seine Tätigkeit als Sprecher im Bereich der zeitgenössischen Musik gelingt es ihm,  die Ebenen der Musik und der Schauspielerei miteinander zu kombinieren. Mit dem russischen Komponisten Sergej Newski verbindet ihn eine kontinuierliche Zusammenarbeit. Als Schauspieler tritt Jakob Diehl seit 2003 in Film- und Fernsehproduktionen sowie am Theater und Musiktheater in Erscheinung.
Diehl hat keine Kinder.

## Rollen (Auswahl)

### Theater
- 2002: Geöffnet- ein Theaterabend im Plattenbau (Regie: Katja Langenbach)
- 2009: Hamletmaschine (Regie: Kirill Serebrennikov, Tschechow-Künstlertheater Moskau MChAT)
- 2013: Phädra (Regie: Gisbert Jäkel, Renaissance Theater Berlin)

### Kino
- 2002: Equilibrium
- 2007: Der Baader Meinhof Komplex
- 2011: Das schlafende Mädchen
- 2011: Die Besucher (Regie: Constanze Knoche)
- 2014: Die Lügen der Sieger
- 2019: Michelangelo (Il peccato / Грех)
- 2015: Lieber Hans, bester Pjotr
- 2024: In Liebe, Eure Hilde

### Fernsehen
- 2007: Der blinde Fleck
- 2014: Kommissarin Lucas – Der nette Herr Wong
- 2016: Ein Leben danach
- 2018: SOKO Köln – Benni (Episode 333)
- 2019: Ein Fall für zwei – Im Schatten der Venus (Episode 23)
- 2020: Dark (3. Staffel)
- 2022: Die Wannseekonferenz
- 2024: De Joodse Raad
- 2025: Das zweite Attentat

### Hörspiel
- 2014: November 1918 von Alfred Döblin, NDR/SWR
- 2016: Terror von Ferdinand von Schirach, NDR
- 2018: Tyll von Daniel Kehlmann, WDR
- 2018: Das Fundament der Ewigkeit von Ken Follett, WDR
- 2020: Das Hörspiel zu Babylon Berlin: Der stumme Tod von Volker Kutscher, WDR/Radio Bremen/rbb[3]
- 2020: Die Katze des Rabbiners von Joann Sfar, WDR
- 2023: Boudicca. Die Keltenkriegerin von Anne-M. Keßel, WDR[4]
- 2024: 24-7. Mörderische Intrigen per Live-App von Clara Ehrenwerth und Martin Ganteföhr, WDR[5]

## Diskografie
Mit Taumel (Band)
- 2020: There Is No Time to Run Away from Here (Album, Tonzonen Records)